# National Intelligence Estimate
Les National Intelligence Estimates (NIE) sont des documents émis par le gouvernement des États-Unis. Il s'agit d'évaluations officielles du Directeur du renseignement national (DNI) sur des thématiques de renseignement liées à un sujet particulier relevant de la sécurité nationale. Les NIE sont produits par le National Intelligence Council et reflètent les avis de la Communauté du Renseignement des États-Unis (Intelligence Community) regroupant seize Services de renseignement de cette nation. Le NIE est considéré comme une information classifiée destinée aux dirigeants du pays.

## Description
Les NIE sont des documents d'estimation, décrivant les informations en possession des Services de renseignement sur d'éventuels événements futurs. La publication régulière des NIE permet non seulement de résoudre d'éventuels divergences de points de vue entre les Services de renseignement, mais également d'assigner un Intervalle de confiance aux avis principaux et d'évaluer les sources de chacun d'eux. Chaque NIE est revu et approuvé pour diffusion par le National Intelligence Board qui comprend le DNI et d'autres hauts-dirigeants de la Communauté du Renseignement.
Les premiers NIE ont été rédigés en 1950 par l'Office of National Estimates, remplacé en 1973 par des National Intelligence Officers. En 1979, ce groupe d'experts devint le National Intelligence Council répondant au Directeur du renseignement national, chef de la Communauté du Renseignement.

## Le NIE de 2005
Le NIE sur le nucléaire iranien, rendu public en 2005, insistait sur la détermination de Téhéran de se doter de l’arme nucléaire. C’est sur ce rapport que le président des États-Unis Bush s’appuyait pour réclamer plus de sanctions et envisager l’emploi de la force.

## Le NIE de novembre 2007
Le NIE de novembre 2007 a estimé que l'Iran avait arrêté un possible programme d'armement nucléaire dès l'automne 2003 et que ce programme n'avait pas été réactivé mi-2007. Le document estime en outre que la Communauté du Renseignement des États-Unis d'Amérique ne pouvait pas savoir si effectivement l'Iran avait l'intention de développer un armement nucléaire, mais que Téhéran serait probablement capable techniquement de produire assez d'uranium enrichi à des fins militaires à l'horizon 2010-2015, si elle en avait l'intention . L'Iran continue à affirmer que son programme nucléaire est pacifique. Cette estimation, à l'encontre des rapports précédents, a donné lieu à diverses suppositions sur la réalité de ces informations et les implications politiques menant à la publication de celle-ci .
En septembre 2008, l'AIEA déclare que l'Iran n'a pas cessé son activité d'enrichissement de l'uranium .